# Joseph Aschbach
Joseph Aschbach (ur. 29 kwietnia 1801 w Höchst am Main – zm. 25 kwietnia 1882 w Wiedniu) – niemiecki historyk związany z Uniwersytetem Wiedeńskim.
Początkowo studiował teologię i filozofię na Uniwersytecie w Heidelbergu, ale pod wpływem Friedricha Christopha Schlossera zajął się historią. W 1842 został profesorem historii na Uniwersytecie w Bonn, a w 1853 objął to samo stanowisko na Uniwersytecie Wiedeńskim. W 1855 został członkiem Wiedeńskiej Akademii Nauk. W 1870 został nobilitowany i odznaczony Orderem Korony Żelaznej. W 1872 przeszedł na emeryturę.